# Spring Flat
Springs Flat  est une banlieue du nord de la ville de Whangarei, située dans la région du Northland, dans l’île du Nord de la Nouvelle-Zélande.

## Population
Springs Flat a une population de 1 449 habitants lors du recensement de 2013 en Nouvelle-Zélande, en augmentation de 87 personnes par rapport à celui de 2006.
Il y a 705 hommes et 741 femmes.
Les graphiques ont été arrondis et peuvent ne pas aboutir au total de 100 %: 89,6 % sont des Pākehā ou d’origine européenne, 17,8 % sont des Māoris, 1,1 %  sont originaires des îles du Pacifique, 2,0 % qui sont d’Asie.

## Éducation
‘Excellere College’  est une école intégrée au public, mixte, composite (allant de l’année 1 à 13) avec un effectif de 216 élèves en 2019.